# Winterbach, Rems-Murr
Winterbach là một thị xã ở huyện Rems-Murr thuộc bang Baden-Württemberg nước Đức. Đô thị này có diện tích 17,1 km², dân số thời điểm ngày 31 tháng 12 năm 2006 là 7837 người.